# Tipula fragilis
Tipula fragilis är en tvåvingeart som beskrevs av Friedrich Hermann Loew 1863. Tipula fragilis ingår i släktet Tipula och familjen storharkrankar. Inga underarter finns listade i Catalogue of Life.